# WWF Wrestlemania: The Arcade Game
WWF Wrestlemania är ett arkadspel utgivet 1995. Spelet är baserat på den professionella fribrottningen i USA, men spelet innehåller även starka inspirationer av fightingspel i stil med de i Mortal Kombat-serien från Midway. Konsolversionerna heter WWF Wrestlemania: The Arcade Game. Kommentatorerna är  Vince McMahon och Jerry Lawler.